# Frederick Henry Ambrose Scrivener

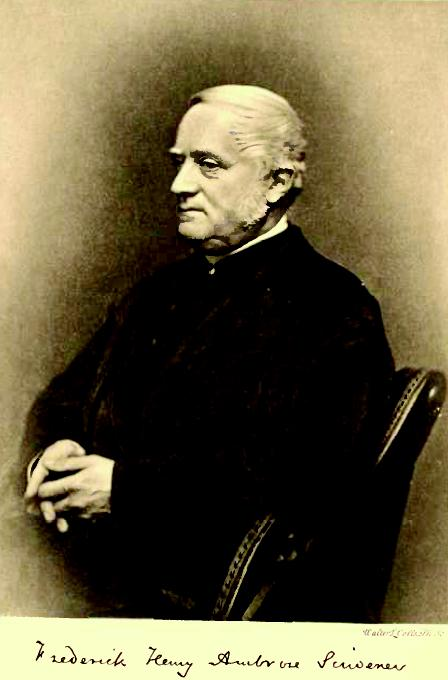

Frederick Henry Ambrose Scrivener (ur. 29 września 1813, w Bermondsey w Surrey, zm. 30 października 1891 roku, w Hendon w Middlesex) – brytyjski biblista, krytyk tekstu i teolog. Odegrał ważną rolę w krytyce tekstu Nowego Testamentu, był członkiem zespołu English New Testament Revision Committee, który wydał zrewidowaną wersję Revised Version Biblii.

## Dokonania
Studiował w Trinity College na Uniwersytecie Cambridge . Przez 15 lat (1861–1876) był rektorem szkoły w Gerrans, Kornwalia. 
Stał się znany dzięki wydaniu Kodeksu Bezy i skolacjonowaniu Kodeksu Synajskiego. Był zwolennikiem tekstu bizantyjskiego. Porównał Textus receptus w wydaniach Stefanusa (1550), Teodora Bezy (1565), Elzevierów (1624), wyliczając różnice pomiędzy nimi. Ponadto porównał Textus receptus z wydaniem tekstu NT Lachmanna, Tregellesa i Tischendorfa. Zastanawiał się nad autentycznością tekstów Łk 22,43-44 (krwawy pot Jezusa); J 5,3.4b (zstępujący anioł); J 7,53-8,11 (Pericope adultera). J 5,3.4 oraz J 7,53-8,11 jego zdaniem zostały dodane przez autora Ewangelii w drugiej redakcji. 
W swoim najważniejszym dziele A Plain Introduction skatalogował ponad trzy tysiące greckich rękopisów Nowego Testamentu.
Ze względu na swe zasługi dla krytyki tekstu i rozumieniu rękopisów biblijnych w 1872 roku został wciągnięty na Civil List.
Był członkiem English New Testament Revision Committee powołanego dla zrewidowania tekstu Nowego Testamentu. Owocem prac komitetu był Revised Version. Jako jedyny członek tego komitetu sprzeciwiał się odejściom od tekstu większości.

## Dzieła
- A Supplement to the Authorized English Version of the New Testament: Being a Critical Illustration of its More Difficult Passages from the Syriac, Latin, and Earlier English Versions, with an Introduction, 1845.
- A Plain Introduction to the Criticism of the New Testament, 1861, 1894.
- A full and exact Collation of about twenty Greek manuscripts of the Holy Gospels (London 1853).
- Contributions to the criticism of the Greek New Testament: being the introduction to an edition of the Codex Augiensis and Fifty other Manuscripts (Cambridge: 1859)
- A Full Collation of the Sinaitic MS. with the Received Text of the New Testament, 1864.
- A full and exact collation of Codex Sinaiticus, 1864.
- Bezae Codex Cantabrigiensis: being an exact Copy, in ordinary Type, of the celebrated Uncial Graeco-Latin Manuscript of the Four Gospels and Acts of the Apostles, written early in the Sixth Century, and presented to the University of Cambridge by Theodore Beza A.D. 1581. Edited, with a critical Introduction, Annotations, and Facsimiles, 1864.
- Six Lectures on the Text of the New Testament and the ancient MSS. which contain it, chiefly addressed to those who do not read Greek, 1875.
- Novum Testamentum : textus Stephanici A.D. 1550 : accedunt variae lectiones editionum Bezae, Elzeviri, Lachmanni, Tischendorfii, Tregellesii (1877)
- The New Testament in the Original Greek according to the Text followed in the Authorized Version, together with the Variations adopted in the Revised Version, 1881.
- Novum Testamentum : Textus Stephanici A.D. 1550 : accedunt variae lectiones editionum Bezae, Elzeviri, Lachmanni, Tischendorfii, Tregellesii, Westcott-Hort, Versionis Anglicanae Emendatorum (1887)
- A Plain Introduction to the Criticism of the New Testament, for the Use of Biblical Students (IV wydanie wydane pośmiertnie przez współautora Edward Miller), 1894.